# Cap Sizun
Cap Sizun (Bretons: Ar C'hab) is een landtong die het westelijkste punt vormt van het Land van Cornouaille, in het Franse departement Finistère in Bretagne. Cap Sizun komt overeen met het voormalige kanton Pont-Croix.
Bekendste punten in de buurt zijn Pointe du Raz, Pointe du Van en de daar tussen liggende Baie des Trépassés. De Cap Sizun strekt zich uit in de Atlantische Oceaan, in het noorden begrensd door de Baie de Douarnenez en in het zuiden door de Baie d'Audierne.
Het grondgebied van Cap Sizun wordt gevormd door de gemeenten Pont-Croix, Audierne, Plouhinec, Confort-Meilars, Mahalon, Esquibien, Beuzec-Cap-Sizun, Goulien, Cléden-Cap-Sizun, Primelin, Plogoff en het Île-de-Sein. Dit gebied valt onder een gemeenschap van gemeenten (Communauté de communes du Cap-Sizun), die alle bovengenoemde gemeenten omvat behalve Île-de-Sein.